# فردی ۲

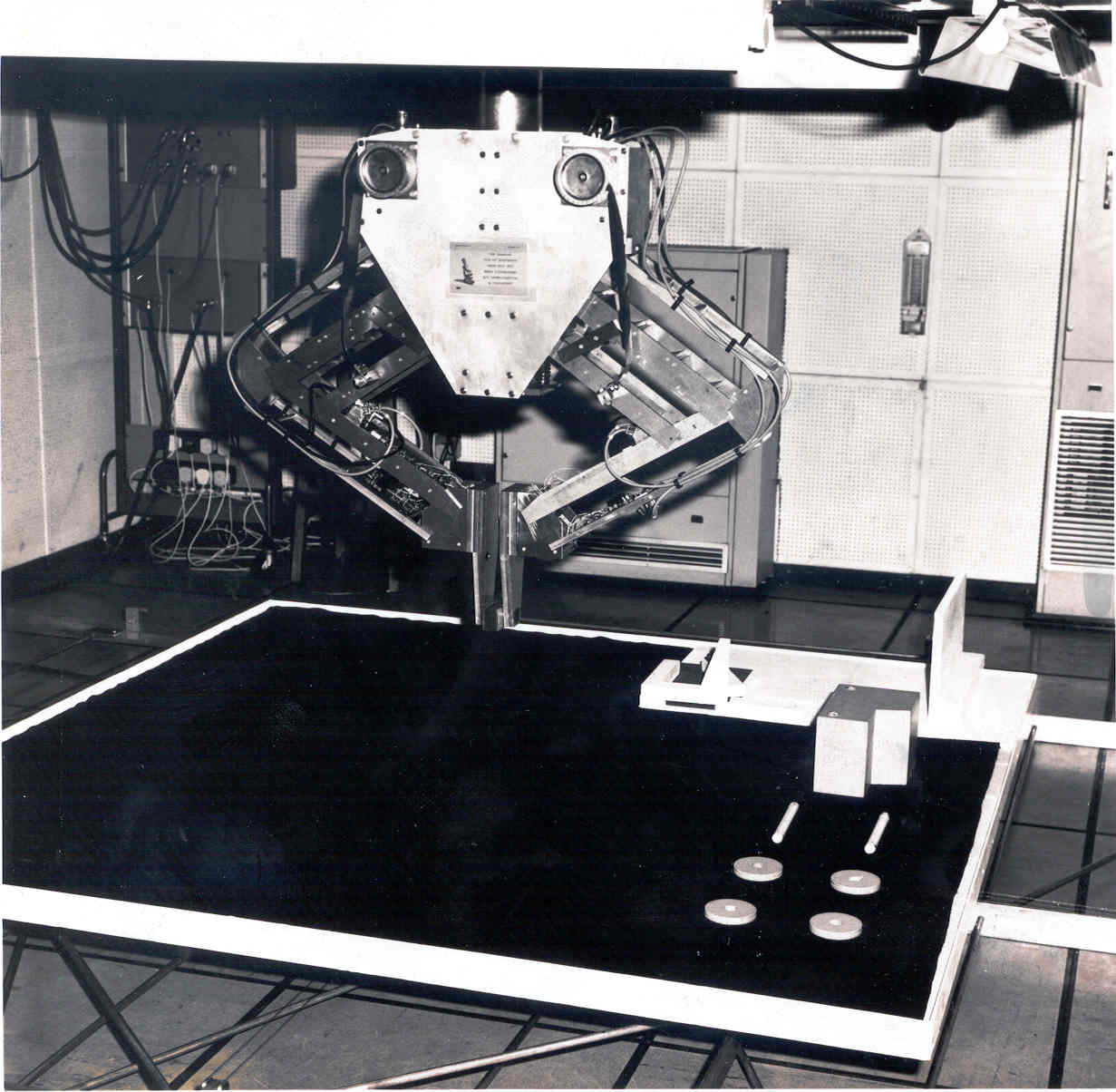
فردی دوم ربات ۱۹۷۳-۱۹۷۶، دپارتمان هوش مصنوعی، دانشگاه ادینبورگ

فردی ۲ (به انگلیسی: Freddy II) رباتی بود که در سال ۱۹۶۹ ورژن اول و در سال ۱۹۷۶ آخرین تغییرات در آن اعمال شد. این ربات در بخش هوش مصنوعی دانشگاه ادینبرو ساخته شد و کار اصلی آن مونتاژ هوشمند قطعات بود.
ربات فردی در دهه ۷۰ به عنوان پیشرفته‌ترین سیستم هوش مصنوعی و رباتیک شناخته می‌شد. این ربات به عنوان اولین ربات‌هایی بود که تکنولوژی دید محیط را داشت.